# Нагрудний знак «Учасник АТО»
Нагрудний знак «Учасник АТО» — відзнака Начальника Генерального Штабу Збройних сил України, якою нагороджувались військові, які брали безпосередню участь у бойових зіткненнях в зоні проведення антитерористичної операції на сході України, боронили українську землю від російсько-терористичних військ.

## Історія нагороди
Начальником Генштабу України Віктором Муженком було підписано розпорядження про запровадження нагороди. В першу чергу відзнаку «Учасник АТО» отримають звільнені (демобілізовані) військовослужбовці на підставі наказів військових комісаріатів, на обліку яких вони перебувають.

## Положення про відзнаку
Нагрудний знак вручається на підставі наказів керівників структурних підрозділів Міністерства оборони України та Генерального штабу Збройних сил України, органів військового управління, з'єднань, військових частин, військових навчальних закладів, установ та організацій. У разі звільнення військовослужбовця з військової служби до надання статусу учасника бойових дій нагрудний знак вручається на підставі наказу військового комісара військового комісаріату, на обліку якого він перебуває, після отримання ним статусу учасника бойових дій.
В першу чергу медаль АТО отримують військовослужбовці, демобілізовані на підставі наказів військових комісаріатів. Також може вручатися на основі наказів Міністерства оборони України та Генерального штабу Збройних Сил України, органів військового управління, з'єднань, військових частин, військових навчальних закладів установ і організацій.

## Опис відзнаки
Нагрудний знак має форму кола, на аверсі якого зображено сокола, який тримає в кігтях дві змії, а на реверсі напис — «Учасник АТО». Сокіл, зображений на аверсі нагороди, уособлює мужність і готовність до бою. Змії в лапах птаха — це два терористичні угруповання на сході, з якими бореться Україна. Знак закріплений на синьо-жовтій стрічці, який символізує прапор України. Червоно-чорна облямівка символізує любов і печаль — давні символи українського народу, що йдуть поруч в боротьбі за щасливе і мирне життя.
Окреме посвідчення до нагрудного знаку «Учасник АТО» не передбачено. Дані про нагородження цим знаком вписуються в особову справу військовослужбовця відповідно до наказу про нагородження.
На орденській планці знак носиться разом з іншими відзнаками НГШ у порядку передбаченому МО України.

## Порядок носіння відзнаки
Нагрудний знак носять з лівого боку грудей і розміщують після почесних нагрудних знаків начальника Генерального штабу — Головнокомандувача Збройних сил України.